# The Drew Carey Show
The Drew Carey Show – amerykański sitcom. Fabuła przedstawia losy grupy przyjaciół: Drew, Lewisa, Oswalda i Kate. Akcja toczy się w Cleveland w stanie Ohio.
Serial został wyprodukowany dla stacji telewizyjnej ABC. W USA pierwszy odcinek został wyświetlony 13 września 1995, a ostatni 8 września 2004. Łącznie nakręcono i wyemitowano 233 odcinki, podzielone na 9 serii.
W Polsce serial nadawany na antenie TVN 7 i Comedy Central.

## Postacie

### Role główne – paczka znajomych
- Drew Alison Carey (Drew Carey) – typowy Amerykanin, życiowy nieudacznik. Drew większość życia przepracował w Winfred-Louder w dziale kadr. Zawsze może liczyć na swoich wiernych przyjaciół, z których to on odniósł największy sukces zawodowy. Jest pomysłodawcą i współwłaścicielem browaru Buzz Beer (produkującego specjalną mieszankę piwa i kawy). Nienawidzi swojej "koleżanki" z pracy Mimi.

- Oswald Lee Harvey (Diedrich Bader) – głupawy, najczęściej wyśmiewany z grupy. Zawsze trzyma się z Lewisem, mieszkają razem (początkowo nad barem, a w późniejszych odcinkach we własnym nowo wybudowanym domu). Jego matka jest piękną kobietą, w której Drew i Lewis zawsze widzieli uosobienie seksu. Przez dłuższy czas pracował jako doręczyciel paczek. Nadmienić należy jego związek z Kate, co prawda chwilowy, ale o mało nie kończący się ślubem.

- Lewis Michealangelo Kiniski (Ryan Stiles) – wysoki, chudy i dziwny. W życiu osobistym nie miał za dużo szczęścia. Jedynie jeden dłuższy związek z "dziewczyną-królikiem doświadczalnym" z pracy w DrugCo). Często puentuje wypowiedzi niezrozumiale dla nikogo. Pomimo ilorazu inteligencji 180 pracuje jako sprzątacz. Gdy przeszedł za Drew testy fizyczne i psychiatryczne, lekarz oznajmił, iż jest niestabilny psychicznie.

- Mary Katherine 'Kate' O’Brien (Christa Miller) – niespełniona miłość Drew, długo nieodwzajemniana. Zawsze wprowadzała pewien pierwiastek kobiecości. Po krótkim związku z Drew rozstali się po kłótni o dzieci. Chwilowo była także jego żoną (był to jednak związek nielegalny z powodu bigamii). Urażona tym faktem wyszła za mąż za żołnierza Marines i wyjechała na Guam. Często umawiała się na randki (dosłownie zaliczając kolejnych facetów). Najczęściej zmieniająca prace z grupy przyjaciół (głównie z powodu złego, lekceważącego podejścia).

- Kellie Newmark (Cynthia Watros) – druga wielka miłość Drew (po złamanym sercu przez Kate). Dawna przyjaciółka Drew jeszcze ze szkoły. Jej rodzice to alkoholicy wiecznie kłócący się ze sobą (znani są w całej okolicy). Poślubiła Drew, a ich związek zaowocował dzieckiem.

### Pracownicy Winfred-Louder
- Mimi Bobeck Carey (Kathy Kinney) – niewysoka kobieta przesadzająca z makijażem. Jej rolę zakładano jako epizodyczną − była przesłuchiwana przez Drew jako kandydatka do działu makijażu. Jednak po świetnym przyjęciu przez publiczność, została w serialu na stałe. Rywalka Drew z pracy, dogryzająca mu na każdym kroku, ten nigdy nie zostaje dłużny. Słynie z dwulicowości − gra miłą i uprzejmą, gdy ma w tym interes, a za plecami często nieuprzejma i chamska.

- Nigel Algernon Wick (Craig Ferguson) – jeden z najbardziej wyrazistych szefów Winfred-Louder (łączy w sobie cechy maminsynka i angielskiego temperamentu). Opryskliwy, cieszy się z faktu zwolnienia każdego pracownika (zazwyczaj zwalnia kogoś o nazwisku Johnson). Obejmuje posadę po pierwszej serii. Aby otrzymać zieloną kartę zawiera umowę z Drew – ślub za posadę (dzięki której Drew zostaje w pracy, a Wick w USA).

- Larry Almada (Ian Gomez) – początkowo kolega z pracy Drew, kochanek szefowej (Mrs. Louder). Mając mocną pozycję za czasów jej szefostwa, zrezygnował gdy zmienił się zarządca. Założył swój własny biznes – serwis randkowy swatający ludzi. W ostatniej serii jego klientką jest Mimi, w której się zakochuje.

- Mrs. Dotty Louder (Nan Martin) – właścicielka sklepu Winfred-Louder. Naprzykrzająca się, nieznośna i wymagająca. Jej kochankiem był Larry, a pupilem-zarządcą sklepu – Wick.

- Eugene Anderson (Colin Mochrie) – epizodyczna rola, aktora znanego z Whose Line Is It Anyway?. Małomówny pracownik potwierdzający wszystko co mówi szef. Na jego nieszczęście odzywa się, za co zostaje wyrzucony przez Wicka.

- Mr. Gerald Bell (Kevin Pollak) – pierwszy zarządca sklepu, obejmujący stanowisko jedynie przez rok. Nękał pracowników, przy czym nie wychodził ani na chwilę ze swojego gabinetu. Ukazał się dopiero w 22. odcinku, w którym został zwolniony.

- Robert Soulard (Mark Curry)

- Archibald Fenn (Penn Jillette)

- Genn and Feller (Penn & Teller) – prawnicy Winfred-Louder, z którymi Drew miał do czynienia, kiedy był posądzony o molestowanie w pracy.

- Chuck (Kelly Perine) – ochroniarz w sklepie Winfred-Louder.

### Rodziny przyjaciół
- Steve Carey (John Carroll Lynch) – starszy brat Drew. Bracia często rywalizowali i kłócili się w młodości. Gdy Steve pojawia się, Drew pomaga mu przetrwać w Cleveland. Znany z zamiłowania do fetyszu (ubiera się w damskie ciuchy, no i poślubił Mimi). Jego związek z największym wrogiem Drew jest ciosem dla brata. W końcowych odcinkach zostawia żonę i dziecko.

- Beluah Carey (Marion Ross) – matka Drew.

- George Carey (Stanley Anderson) – ojciec Drew.

- Kim Harvey (Adrienne Barbeau) – matka Oswalda.

- Mother Bobek (Tammy Faye Bakker) – matka Mimi.

- King Augustus Antonio Carey (Matthew Josten) – bratanek Drew, syn Mimi i Steve’a

- Kristen Carey (Nikki Cox) – kuzynka Drew.

### Miłości Drew
- Lisa Robbins (Katy Selverstone) – dziewczyna Drew z przełomu pierwszej i drugiej serii. Po wspólnym zamieszkaniu i wynikających z tego problemów, rozstali się. Dziwny mógł się wydawać fakt, iż sama postać bohaterki była obecna w intro jeszcze przez cały drugi sezon.

- Bonnie (Caroline Rhea)

- Celia (Shirley Jones)

- Sharon Bridges (Jenica Bergere)

- Darcy (Pauley Perrette)

- Nicki Fifer (Kate Walsh) – dziewczyna Drew, przez niego strasznie przytyła. W późniejszych odcinkach powraca i wychodzi za mąż za Drew (na drugi dzień Drew żeni się z Kate).

- Lily (Tammy Lauren)

- Christine Watson (Wanda Sykes)

## Czołówka
Tak jak większość sitcomów, tak i ten, posiada czołówkę. Najczęściej występuje przed nią kilkuminutowa scenka. W The Drew Carey Show można wyróżnić 4 etapy:

### "Moon over Parma" S1E01 − S2E09
Rozpoczynało ono każdy odcinek pierwszej serii oraz pierwsze dziewięć odcinków drugiej. Prosta w wykonaniu − animowana imitacja twarzy Drew śpiewająca utwór "Moon over Parma". Dodatkowo w drugim epizodzie trzeciej serii motyw ten wykorzystano przed głównym intro. Zamieniono jedynie rysunek głowy Drew, na przypominającą go głowę kosmity, co miało związek ze sceną początkową odcinka.

### "Five O’Clock World" S2E10 − S3E02
Utwór rozpoczynał odcinki od dziesiątego drugiej serii, do drugiego odcinka w trzeciej. Jednak po raz pierwszy ukazał się w premierowym odcinku drugiej serii, jako scenka przed intro. Jest to jeden z wielu musicalowych numerów w tym serialu. Głównym motywem jest praca Drew. Użyto piosenki "Five O’Clock World" zespołu The Vogues. W celu rozpoczynania serialu została znacznie skrócona.

### "Cleveland Rocks" S3E03 − S7E27
Najdłużej używana czołówka, rozpoczynała kolejne odcinki aż do końca siódmej serii. Podobnie jak "Five O’Clock World", tak i ta czołówka ukazała się najpierw jako numer muzyczny w trzecim odcinku trzeciej serii. Wykorzystano cover piosenki "Cleveland Rocks" grany przez The Presidents of the United States of America. Tym razem scenka nie skupia się już na pracy Drew, a bardziej na czasie po (sam początek to niecierpliwe odliczanie sekund do wyjścia). W szóstej i siódmej serii zmieniono lekko wygląd, dodając urywki scen.

### Różnorodna czołówka S8E01 − S9E26
Czwarta czołówka rozpoczynała odcinki w dwóch ostatnich seriach. Twórcy odeszli od klasycznych numerów muzycznych. Nie da się też opisać jednej konkretnej scenki z tych odcinków, a całą grupę wstawek rozpoczynających odcinki. Wszystkie natomiast zawierały elementy poprzednich trzech, wzbogacone o aktualniejsze urywki scen. Muzycznie także było różnorodnie. Wykorzystano utwory z pozostałych czołówek, odgrywając je w odmiennych stylach muzycznych.

## Lista odcinków
| Seria | Seria | Liczba odcinków | Czas emisji                        |
| ----- | ----- | --------------- | ---------------------------------- |
|       | 1     | 22              | 13 września 1995 − 8 maja 1996     |
|       | 2     | 24              | 18 września 1996 – 14 maja 1997    |
|       | 3     | 28              | 23 września 1997 – 20 maja 1998    |
|       | 4     | 27              | 23 września 1998 – 26 maja 1999    |
|       | 5     | 26              | 22 września 1999 – 17 maja 2000    |
|       | 6     | 27              | 4 października 2000 – 23 maja 2001 |
|       | 7     | 27              | 26 września 2001 – 22 maja 2002    |
|       | 8     | 26              | 9 września 2002 – 27 sierpnia 2003 |
|       | 9     | 26              | 2 czerwca 2004 – 8 września 2004   |

### Seria 1
- Odcinek 01 (01x01) − Pilot
- Odcinek 02 (01x02) − Miss Right
- Odcinek 03 (01x03) − The Joining of Two Unlike Elements is a Mixture
- Odcinek 04 (01x04) − Nature Abhors a Vacuum
- Odcinek 05 (01x05) − No Two Things in Nature are Exactly Alike
- Odcinek 06 (01x06) − Drew Meets Lawyers
- Odcinek 07 (01x07) − Drew in Court
- Odcinek 08 (01x08) − Lewis' Sister
- Odcinek 09 (01x09) − Drew and Mrs. Louder
- Odcinek 10 (01x10) − Science Names Suck
- Odcinek 11 (01x11) − The Electron Doesn't Fall Far from the Tree
- Odcinek 12 (01x12) − Isomers Have Distinct Characteristics
- Odcinek 13 (01x13) − Drew and the Unstable Element
- Odcinek 14 (01x14) − Drew and Mr. Bell’s Nephew
- Odcinek 15 (01x15) − There is No Scientific Name for a Show About God
- Odcinek 16 (01x16) − Drew's New Assistant
- Odcinek 17 (01x17) − The Front
- Odcinek 18 (01x18) − Playing the Unified Field
- Odcinek 19 (01x19) − Atomic Cat Fight
- Odcinek 20 (01x20) − Drew and Kate and Kate’s Mom
- Odcinek 21 (01x21) − Drew Gets Motivated
- Odcinek 22 (01x22) − Buzz Beer

### Seria 2
- Odcinek 23 (02x01) − We'll Remember Always, Evaluation Day
- Odcinek 24 (02x02) − Something Wick This Way Comes
- Odcinek 25 (02x03) − Break It Up, Break It Up
- Odcinek 26 (02x04) − The Bully You Know
- Odcinek 27 (02x05) − The Devil, You Say
- Odcinek 28 (02x06) − The Day the Music Died
- Odcinek 29 (02x07) − What the Zoning Inspector Saw
- Odcinek 30 (02x08) − Drew's the Other Man
- Odcinek 31 (02x09) − Mimi's Day Parade
- Odcinek 32 (02x10) − It's Your Party and I'll Crash If I Want To
- Odcinek 33 (02x11) − Lisa Gets Married
- Odcinek 34 (02x12) − They're Back
- Odcinek 35 (02x13) − Hello/Goodbye
- Odcinek 36 (02x14) − Drewstock
- Odcinek 37 (02x15) − Drew Blows His Promotion
- Odcinek 38 (02x16) − Check Out Drew's Old Flame
- Odcinek 39 (02x17) − See Drew Run
- Odcinek 40 (02x18) − Drew Gets Married
- Odcinek 41 (02x19) − Man’s Best Same Sex Companion
- Odcinek 42 (02x20) − Two Drews and the Queen of Poland Walk into a Bar
- Odcinek 43 (02x21) − Cap-Beer-Cino
- Odcinek 44 (02x22) − Drew vs. Mimi, Part II
- Odcinek 45 (02x23) − Win a Date with Kate
- Odcinek 46 (02x24) − New York and Queens

### Seria 3
- Odcinek 47 (03x01) − Drew vs. Billboard
- Odcinek 48 (03x02) − Drew and the Singles Union
- Odcinek 49 (03x03) − Strange Bedfellows
- Odcinek 50 (03x04) − Misery Loves Mimi
- Odcinek 51 (03x05) − A Very, Very, Very Fine House
- Odcinek 52 (03x06) − Drew vs. the Pig
- Odcinek 53 (03x07) − Batmobile
- Odcinek 54 (03x08) − The Dog and Pony Show
- Odcinek 55 (03x09) − Drew's Brother
- Odcinek 56 (03x10) − That Thing You Don't
- Odcinek 57 (03x11) − Volunteer
- Odcinek 58 (03x12) − Vacation
- Odcinek 59 (03x13) − Howdy Neighbor
- Odcinek 60 (03x14) − He Harassed Me, He Harassed Me Not
- Odcinek 61 (03x15) − Mrs. Louder's Birthday Party
- Odcinek 62 (03x16) − The Salon
- Odcinek 63 (03x17) − The Engagement
- Odcinek 64 (03x18) − Nicki's Parents
- Odcinek 65 (03x19) − Two Weddings and a Funeral for a Refrigerator
- Odcinek 66 (03x20) − The Bachelor Party
- Odcinek 67 (03x21) − The Sex Drug
- Odcinek 68 (03x22) − What’s Wrong with this Episode?
- Odcinek 69 (03x23) − The Rebound
- Odcinek 70 (03x24) − The Dating Consultant
- Odcinek 71 (03x25) − Drew's Cousin
- Odcinek 72 (03x26) − From the Earth to the Moon
- Odcinek 73 (03x27) − The Wedding Dress
- Odcinek 74 (03x28) − My Best Friend’s Wedding

### Seria 4
- Odcinek 75 (04x01) − Drew and the Conspiracy
- Odcinek 76 (04x02) − In Ramada Da Vida
- Odcinek 77 (04x03) − Golden Boy
- Odcinek 78 (04x04) − Drew Between the Rock and a Hard Place
- Odcinek 79 (04x05) − Sexual Perversity in Cleveland
- Odcinek 80 (04x06) − Cain and Mabel
- Odcinek 81 (04x07) − Nicki's Wedding
- Odcinek 82 (04x08) − Drew's New Car
- Odcinek 83 (04x09) − The High Road to China
- Odcinek 84 (04x10) − Drew's Dance Party
- Odcinek 85 (04x11) − Kate’s Family
- Odcinek 86 (04x12) − Drew Dates a Senior
- Odcinek 87 (04x13) − Drew's Holiday Punch
- Odcinek 88 (04x14) − A House Divided
- Odcinek 89 (04x15) − A House Reunited
- Odcinek 90 (04x16) − Rats, Kate’s Dating a Wrestler
- Odcinek 91 (04x17) − Three Guys, a Girl and a B-Story
- Odcinek 92 (04x18) − Boy Party/Girl Party
- Odcinek 93 (04x19) − Tracy Bowl
- Odcinek 94 (04x20) − DrugCo
- Odcinek 95 (04x21) − Steve and Mimi
- Odcinek 96 (04x22) − What’s Wrong with this Episode? II
- Odcinek 97 (04x23) − She’s Gotta Have It
- Odcinek 98 (04x24) − Good Vibrations
- Odcinek 99 (04x25) − Do the Hustle
- Odcinek 100 (04x26) − Up on the Roof
- Odcinek 101 (04x27) − Brotherhood of Men

### Seria 5
- Odcinek 102 (05x01) − Y2K, You're Okay
- Odcinek 103 (05x02) − Drew Goes to the Browns Game
- Odcinek 104 (05x03) − Drew and the Gang Law
- Odcinek 105 (05x04) − Drew's Reunion
- Odcinek 106 (05x05) − Drew's Physical
- Odcinek 107 (05x06) − Drew Tries to Kill Mimi
- Odcinek 108 (05x07) − Red, White and Drew
- Odcinek 109 (05x08) − Drew Live
- Odcinek 110 (05x09) − Drew Cam
- Odcinek 111 (05x10) − Drew's Stomachache
- Odcinek 112 (05x11) − Steve and Mimi Get Married
- Odcinek 113 (05x12) − Drew and Kate’s First Date
- Odcinek 114 (05x13) − Drew and the Racial Tension Play
- Odcinek 115 (05x14) − Kate Works for Drew
- Odcinek 116 (05x15) − Mimi Moves In
- Odcinek 117 (05x16) − Do Drew and Kate Have Sex?
- Odcinek 118 (05x17) − I Dishonestly Love You
- Odcinek 119 (05x18) − Drew Goes to Hell
- Odcinek 120 (05x19) − What’s Wrong with this Episode? III
- Odcinek 121 (05x20) − The Gang Stops Drinking
- Odcinek 122 (05x21) − Oswald's Son
- Odcinek 123 (05x22) − Mr. Wick Returns
- Odcinek 124 (05x23) − Kate vs. Speedy
- Odcinek 125 (05x24) − Beer Ball
- Odcinek 126 (05x25) − Drew and Kate Boink
- Odcinek 127 (05x26) − A Very Special Drew

### Seria 6
- Odcinek 128 (06x01) − Drew Pops Something on Kate
- Odcinek 129 (06x02) − Be Drew to Your School
- Odcinek 130 (06x03) − Drew's Inheritance
- Odcinek 131 (06x04) − Mimi's a Partner
- Odcinek 132 (06x05) − Drew Live II
- Odcinek 133 (06x06) − The Pregnancy Scare
- Odcinek 134 (06x07) − Drew and the Trail Scouts
- Odcinek 135 (06x08) − Drew and Kate Become Friends
- Odcinek 136 (06x09) − Drew Can’t Carry a Tune
- Odcinek 137 (06x10) − Buzzie Wuzzie Liked His Beer
- Odcinek 138 (06x11) − Fetal Attraction
- Odcinek 139 (06x12) − The Warsaw Closes
- Odcinek 140 (06x13) − Oswald's Dad Returns
- Odcinek 141 (06x14) − All Work and No Play
- Odcinek 142 (06x15) − Drew's in a Coma
- Odcinek 143 (06x16) − Drew and the Baby
- Odcinek 144 (06x17) − Hush Little Baby
- Odcinek 145 (06x18) − Drew's Life After Death
- Odcinek 146 (06x19) − Drew and the Motorcycle
- Odcinek 147 (06x20) − Kate and Her New Boyfriend
- Odcinek 148 (06x21) − What’s Wrong with This Episode? IV
- Odcinek 149 (06x22) − The Easter Show
- Odcinek 150 (06x23) − Christening
- Odcinek 151 (06x24) − Drew and the Activist, Part I
- Odcinek 152 (06x25) − Drew and the Activist, Part II
- Odcinek 153 (06x26) − Bananas, Part I
- Odcinek 154 (06x27) − Bananas, Part II

### Seria 7
- Odcinek 155 (07x01) − Drew Carey's Back-to-School Rock ’n’ Roll Comedy Hour, Part I
- Odcinek 156 (07x02) − Drew Carey's Back-to-School Rock ’n’ Roll Comedy Hour, Part II
- Odcinek 157 (07x03) − Drew Gets Out of the Nuthouse
- Odcinek 158 (07x04) − Married to a Mob
- Odcinek 159 (07x05) − When Wives Collide
- Odcinek 160 (07x06) − Bus-ted
- Odcinek 161 (07x07) − It's Halloween, Dummy
- Odcinek 162 (07x08) − How Beulah Gets Her Groove Back
- Odcinek 163 (07x09) − Drew Live III
- Odcinek 164 (07x10) − Eat Drink Drew Women
- Odcinek 165 (07x11) − Mr. Laffoon's Wild Ride
- Odcinek 166 (07x12) − Hotel Drew
- Odcinek 167 (07x13) − Drew and the King
- Odcinek 168 (07x14) − The Curse of the Mummy
- Odcinek 169 (07x15) − The Enabler
- Odcinek 170 (07x16) − Pretty Baby
- Odcinek 171 (07x17) − A Shot in the Dark
- Odcinek 172 (07x18) − It’s a Dog Eat Drew World
- Odcinek 173 (07x19) − Bringing Up Boss
- Odcinek 174 (07x20) − Daddy Dearest
- Odcinek 175 (07x21) − Never Been to Spain
- Odcinek 176 (07x22) − O Brother, Who Art Thou?
- Odcinek 177 (07x23) − Rich Woman, Poor Man
- Odcinek 178 (07x24) − What Women Don't Want
- Odcinek 179 (07x25) − Look Mom, One Hand!
- Odcinek 180 (07x26) − The Eagle Has Landed
- Odcinek 181 (07x27) − The Underpants Guy

### Seria 8
- Odcinek 182 (08x01) − Revenge of the Doormat
- Odcinek 183 (08x02) − Kate’s Wedding
- Odcinek 184 (08x03) − Eyes Wide Open
- Odcinek 185 (08x04) − Drew and the Life-Size Jim Thome Cut-Out
- Odcinek 186 (08x05) − Hickory Dickory...Double Date
- Odcinek 187 (08x06) − Mama Told Me I Should Come
- Odcinek 188 (08x07) − Family Affair
- Odcinek 189 (08x08) − Chemistry Schmemistry
- Odcinek 190 (08x09) − The Dawn Patrol
- Odcinek 191 (08x10) − Drew's Girl Friday
- Odcinek 192 (08x11) − Drew Tries Hot Salsa
- Odcinek 193 (08x12) − The Man in the Iron Chair
- Odcinek 194 (08x13) − Drew Takes a Guilt Trip
- Odcinek 195 (08x14) − Blecch Sunday
- Odcinek 196 (08x15) − Turkeyspotting
- Odcinek 197 (08x16) − Suddenly No Summer
- Odcinek 198 (08x17) − What’s Love Got to Do With It?
- Odcinek 199 (08x18) − Two Girls for Every Boy
- Odcinek 200 (08x19) − Two Days of the Condo
- Odcinek 201 (08x20) − Lewis You Can Drive My Car
- Odcinek 202 (08x21) − A Speedy Recovery
- Odcinek 203 (08x22) − A Means to an End
- Odcinek 204 (08x23) − Drew Answers the Belle
- Odcinek 205 (08x24) − What Screams May Come
- Odcinek 206 (08x25) − Love is in the Air
- Odcinek 207 (08x26) − The Bataan Wedding March

### Seria 9
- Odcinek 208 (09x01) − Drew Hunts Silver Fox
- Odcinek 209 (09x02) − Eye of the Leopard
- Odcinek 210 (09x03) − Foos Rush In
- Odcinek 211 (09x04) − Drew Thinks Inside the Box
- Odcinek 212 (09x05) − At Your Cervix
- Odcinek 213 (09x06) − Sealed in a Kiss
- Odcinek 214 (09x07) − Baby Makes Stress
- Odcinek 215 (09x08) − Michigan J. Gus
- Odcinek 216 (09x09) − No Booze for Drew
- Odcinek 217 (09x10) − Drew's Best Friend
- Odcinek 218 (09x11) − Arrivederci, Italy
- Odcinek 219 (09x12) − House of the Rising Son-in-Law
- Odcinek 220 (09x13) − Dog Soup
- Odcinek 221 (09x14) − Asleep at the Wheel
- Odcinek 222 (09x15) − Baby Face
- Odcinek 223 (09x16) − Girlfriend, Interrupted
- Odcinek 224 (09x17) − Straight Eye for the Queer Guy
- Odcinek 225 (09x18) − Still Life with Freeloader
- Odcinek 226 (09x19) − Burning Down the House
- Odcinek 227 (09x20) − Liar, Liar, House on Fire
- Odcinek 228 (09x21) − Sleeping with the Enemy
- Odcinek 229 (09x22) − Assault with a Lovely Weapon
- Odcinek 230 (09x23) − Love, Sri Lankan Style
- Odcinek 231 (09x24) − Knot in the Mood
- Odcinek 232 (09x25) − The Passion of the Wick
- Odcinek 233 (09x26) − Finale